# Новий Порт (станція)
Новий Порт — кінцева митна та прикордонна вантажна залізнична станція т. з. «Путилівської залізниці» Санкт-Петербурзького залізничного вузла на території Гутуївського острова. Заснована в 1881 році, відкрита в 1891..
На кінець 2010-х по суті є комплексом з трьох станцій: Новий Порт (код ЕСР 035809), Новий Порт — Перевалка (035103) та Новий Порт — Експорт ( 035902).
Обслуговує прилеглі підприємства петербурзького морського порту  та має поромне залізничне сполучення з Балтійським заводом на Васильєвському острові. Рейси виконує паром-криголам ПЛ-2, використовуються тепловози ТГМ23, які переправляють разом з вагонами на поромі.
Станція Новий Порт обслуговує 1 і 2 райони порту, 3 і 4 райони обслуговує станція Автово.
Вихідна горловина станції Новий Порт на сході по двоколійному мосту перетинає річку Єкатерингофку, де Путилівська залізниця прямує паралельно естакаді ЗШД. Далі є сполучення з внутрішньою станцією Кіровського заводу Пущино, далі колії перегону спільно з естакадою ЗШД перетинають проспект Стачки та вулицю Говорова, після чого колії переходять в залізничну розв'язку біля станції Корпусний Пост: тут сполучні лінії сполучають Путилівську залізницю також зі станціями Нарвська, Бронева та Санкт-Петербург-Балтійський.